# Grebo distrikt
Grebo distrikt är ett distrikt i Åtvidabergs kommun och Östergötlands län. 
Distriktet ligger norr om Åtvidaberg. 

## Tidigare administrativ tillhörighet
Distriktet inrättades 2016 och utgörs av socknen Grebo i Åtvidabergs kommun.
Området motsvarar den omfattning Grebo församling hade vid årsskiftet 1999/2000.